# Pazopanib
Le pazopanib est un puissant inhibiteur des récepteurs à activité tyrosine kinase pour le facteur de croissance de l’endothélium vasculaire (VEGFR2, ainsi que VEGFR1 et VEGFR3), des récepteurs du facteur de croissance plaquettaire (en) (PDGFRα et PDGFRβ), du récepteur du facteur de cellule souche (c-KIT (en)). Il inhibe l'auto-phosphorylation du VEGFR2 induite par le VEGF. Il bloque la croissance des tumeurs et inhibe l'angiogénèse.
Il est commercialisé sous le nom de Votrient par le laboratoire GlaxoSmithKline.

## Indications
Il a obtenu une autorisation de mise sur le marché (AMM) aux États-Unis pour le traitement des sarcomes des tissus mous et des cancers du rein,,. Il paraît aussi actif sur les cancers de l'ovaire et les cancers pulmonaires non à petites cellules.
En France, le 2 février 2011, il a obtenu un avis défavorable au remboursement par la Haute Autorité de santé en raison d’un intérêt clinique non démontré dans le traitement du cancer du rein au stade avancé bien qu'il ait démontré son efficacité versus placebo. Cependant, compte tenu des incertitudes sur ses performances par rapport aux autres inhibiteurs de tyrosine kinase, notamment le sunitinib en première ligne et le sorafenib en deuxième ligne, une perte de chance pour les patients ne peut pas être écartée si on l’utilise. 
Il est aussi testé chez des patients atteint de dégénérescence maculaire liée à l'âge (DMLA) exsudative,